# Szkoła Podstawowa nr 3 w Kole
Szkoła Podstawowa nr 3 im. Marii Konopnickiej w Kole – ośmioletnia, publiczna szkoła podstawowa w Kole.

## Historia
Szkoła Powszechna nr 3 została otwarta 1 września 1919 roku i pierwotnie była to jednoklasowa szkoła przeznaczona dla dzieci wyznania ewangelickiego, jej kierownikiem został wtedy Ewald Diesner. Szkoła została zlikwidowana na przełomie 1921 i 1922 roku, a jej uczniów przeniesiono do Szkoły Podstawowej nr 2.
W tym samym czasie z inicjatywy burmistrza Władysława Klimaszewskiego w 1921 roku rozpoczęto budowę nowej szkoły przy ulicy Toruńskiej. Głównym budowniczym został inżynier Tchórzewski, a niewykończony jeszcze budynek oddano do użytku we wrześniu 1923 roku. Pierwszym kierownikiem szkoły został Władysław Krzycki, który swą funkcję pełnił do 1924 roku. Początkowo brakowało funduszy na wyposażenie szkoły, dlatego szkoła została wyposażona w prymitywne, zbite z desek ławki i pomoce dydaktyczne wykonane przez nauczycieli. Od 1923 roku szkoła była szkołą żeńską.
W 1924 roku kierownikiem szkoły został Władysław Paterkowski. W 1925 roku zorganizowano bibliotekę szkolną, do której zakupiono pierwsze 55 książek z pieniędzy ofiarowanych przez Władysława Klimaszewskiego. Od 1926 do 1927 roku przy szkole działał uniwersytet ludowy. W 1926 roku z inicjatywy rodziców powołano Towarzystwo Przyjaciół Szkoły, które czuwało nad potrzebami szkoły i zajmowało się dostarczaniem pomocy naukowych, wkrótce potem otwarto także Spółdzielnię Uczniowską i Szkolną Kasę Oszczędności. Szkoła posiadała salę gimnastyczną oraz pracownię robót ręcznych i gospodarstwa kobiecego, działał także ogródek szkolny. 
W 1933 roku na patrona szkoły obrano Marię Konopnicką oraz nadano szkole sztandar. W 1938 roku zmarł kierownik szkoły Paterkowski, a od 1 września tego roku funkcję dyrektora pełnił Karol Żarkiewicz.
Podczas kampanii wrześniowej w gmachu szkoły zorganizowano polski szpital polowy, a po zajęciu miasta przez Wehrmacht przez rok stacjonowali w nim niemieccy żołnierze. Następnie w gmachu działała szkoła niemiecka, a pod koniec II wojny światowej szpital wojskowy. 26 lutego 1945 roku budynek ponownie oddano do użytku szkolnego, kierownikiem szkoły została Lubomira Kozłowska. 5 marca 1945 roku naukę w szkole rozpoczęło 672 uczniów. 2 września 1945 roku naukę w nowym roku szkolnym rozpoczęło 930 uczniów, a w 1946 roku 830 uczniów. W październiku 1946 roku szkołę wizytował biskup Karol Radoński.
We wrześniu 1951 roku szkoła zmieniła nazwę na Szkoła Towarzystwa Przyjaciół Dziecka, a nowym kierownikiem został Zygmunt Szrama. Od września 1961 roku część uczniów przeniesiono do Szkoły Podstawowej nr 2. We wrześniu 1967 roku ze stanowiska dyrektora odszedł Zygmunt Szrama, nowym dyrektorem został Paweł Kułakowski, 4 lata później Zygmunt Szrama powrócił na stanowisko dyrektora szkoły. W 1973 roku szkole nadano nowy sztandar. W 1978 roku Zygmunt Szrama przeszedł na emeryturę, a funkcję dyrektora przez rok pełnił jego zastępca – Ireneusz Kamiński.
1 września 1979 roku nowym dyrektorem został Zenon Szafrański. W 1983 roku na zapleczu szkoły wybudowano pawilon szkolny, mieszczący 5 sal lekcyjnych. W 1985 roku dyrektorką szkoły została Zofia Wituska, która tę funkcję pełniła do 2004 roku. W latach 1986–1989 budynek szkoły przeszedł kapitalny remont, połączony z wymianą stropów, dachu i wprowadzeniu centralnego ogrzewania, w tym okresie szkoła została przeniesiona do budynku Szkoły Podstawowej nr 5.
Budynek szkoły został wpisany do gminnej ewidencji zabytków.

## Znani absolwenci
- Paweł Chęciński
- Wojciech Golik
- Włodzimierz Samborski